# Mohammad Aleikish
Mohammad Aleikish (Irbid, 4 de octubre de 1996) es un futbolista jordano que juega en la demarcación de delantero para el Al-Sareeh SC de la Liga Premier de Jordania.

## Selección nacional
Hizo su debut con la selección absoluta de Jordania el 27 de enero de 2025 contra Uzbekistán en un partido amistoso que finalizó con un resultado de empate a cero.

## Clubes
| Club           | País     | Año       | Partidos | Goles |
| -------------- | -------- | --------- | -------- | ----- |
| Al-Arabi Irbid | Jordania | 2020      |          |       |
| Al-Sareeh SC   | Jordania | 2020      |          |       |
| Al-Faisaly     | Jordania | 2021-2024 |          |       |
| Al-Sareeh SC   | Jordania | 2024-     |          |       |